# Хусак
Хусак (слч. Husák) насељено је мјесто са административним статусом сеоске општине (слч. obec) у округу Собранце, у Кошичком крају, Словачка Република.

## Становништво
| Година:    | 1994. | 2004.    | 2014.   | 2024.   |
| ---------- | ----- | -------- | ------- | ------- |
| Број људи: | 190   | 170      | 162     | 166     |
| Разлика:   |       | -10,52 % | -4,70 % | +2,46 % |

| Година:    | 2023. | 2024.   |
| ---------- | ----- | ------- |
| Број људи: | 172   | 166     |
| Разлика:   |       | -3,48 % |

Према подацима о броју становника из 2024. године насеље је имало 166 становника.